# TEDA Soccer Stadium
El TEDA Soccer Stadium (en chino tradicional, 泰達足球場; en chino simplificado, 泰达足球场; pinyin, Tàidá Zúqiú Chǎng) es un estadio de fútbol ubicado en la ciudad de Tianjin en República Popular China y actualmente es la sede del Tianjin Jinmen Tiger de la Superliga de China.

## Historia
El estadio fue inaugurado el 15 de mayo de 2004 tras dos años de construcción, localizado en el Tianjin Economic-Technological Development Area (TEDA) y diseñado por la constructora australiana Peddle Thorp Architects. El estadio cuenta con capacidad para más de 36000 espectadores.
El estadio fue prácticamente destruido por las explosiones de Tianjin de 2015, por lo que quedó prácticamente inutilizable, y los trabajos de reconstrucción iniciaron en 2017. La reconstrucción fue completada el 21 de julio de 2023.